# Kulm am Zirbitz
Kulm am Zirbitz war bis Ende 2014 eine Gemeinde mit 304 Einwohnern (Stand: 1. Jänner 2016):
im Gerichtsbezirk bzw. Bezirk Murau in der Steiermark.
Im Rahmen der steiermärkischen Gemeindestrukturreform ist sie seit 2015 mit den Gemeinden Dürnstein in der Steiermark, Neumarkt in Steiermark, Mariahof, Perchau am Sattel, Sankt Marein bei Neumarkt und Zeutschach zusammengeschlossen,
die neue Gemeinde führt den geänderten Namen Marktgemeinde Neumarkt in der Steiermark. Grundlage dafür ist das Steiermärkische Gemeindestrukturreformgesetz – StGsrG.

## Geografie
Kulm am Zirbitz liegt im Bezirk Murau im österreichischen Bundesland Steiermark und bestand aus der einzigen gleichnamigen Ortschaft bzw. der einzigen Katastralgemeinde Kulm.

## Geschichte
Die Aufhebung der Grundherrschaften erfolgte 1848. Die Ortsgemeinde als autonome Körperschaft entstand 1850. Nach der Annexion Österreichs 1938 kam die Gemeinde zum Reichsgau Steiermark, 1945 bis 1955 war sie Teil der britischen Besatzungszone in Österreich.

## Politik
Letzter Bürgermeister war Johann Obermayer (ÖVP). Der Gemeinderat setzte sich nach den Wahlen von 2010 wie folgt zusammen:
- 6 ÖVP
- 3 SPÖ

### Wappen
Die Verleihung des Gemeindewappens erfolgte mit Wirkung vom 1. August 1959.

Blasonierung (Wappenbeschreibung:)
„Im grünen Schild mit silbernem Schildhaupt, das mit einem schwarzen oberhalben Adler mit ausgebreitetem Flug belegt ist, zwei silberne Türme nebeneinander, die über einem silbernen Dreiberg schweben. Jeder der dreizinnigen Türme zeigt zwei schwarze Fenster und ein durchbrochenes Tor.“